# 莫厘峰
莫厘峰是江苏省苏州市吴中区东山镇的最高峰，海拔293米。以隋朝莫厘将军命名。莫厘远眺是东山八景之一，登山近可俯视东山全景，远可眺望太湖及西山缥缈峰、邓尉山、穹窿山、灵岩山等，现为国家5A级旅游景区吴中太湖旅游区的组成部分。